# Jour de marché (film, 1953)
Pour les articles homonymes, voir Jour de marché.
Pour plus de détails, voir Fiche technique et Distribution.
Jour de marché est un documentaire français réalisé par Roger Verdier, sorti en 1953.

## Synopsis
Documentaire sur des marchés dans plusieurs provinces françaises.

## Fiche technique
- Titre original : Jour de marché
- Réalisation : Roger Verdier
- Photographie : Roger Verdier
- Cadreur : Pierre Mandrin
- Montage : Édouard Molinaro
- Musique : Henri Verdun
- Société de production : Coopérative générale du cinéma français
- Pays d'origine :  France
- Langue originale : français
- Genre : documentaire
- Durée : 10 minutes 42 secondes
- Dates de sortie : 
  - France : 1953